# Anywhere on Earth
Anywhere on Earth (AoE) ist eine Termin-Definition der IEEE. Sie wird verwendet, um Einreichungsfristen bei internationalen Konferenzen festzulegen. Eine AoE-Frist ist erst dann abgelaufen, wenn die entsprechende Frist überall auf der Erde vorbei ist. Der letzte Ort auf der Welt, bei dem jedes Datum und somit auch die AoE-Frist endet, ist die Howlandinsel, sowie die Bakerinsel, die zusammen die einzige Landmasse in der Zeitzone IDLW (UTC-12) bilden. Die Sommerzeit spielt für den Ablauf einer AoE-Frist keine Rolle, sie läuft deshalb immer um 12:00 UTC des folgenden Tages ab. Die Angaben „Abgabetermin ist der 13. Januar AoE“ oder „Abgabetermin ist 12:00 UTC am 14. Januar“ sind identisch.